# Ugreen
Ugreen Group Limited (кит.: 绿联) — китайська компанія з виробництва аксесуарів для мобільних пристроїв та персональної портативної електроніки зі штаб-квартирою у Шеньчжені, провінція Гуандун, яку заснував Чжан Цінсен у 2012 році. До спеціалізації підприємства входить виробництво аудіообладнання, зарядного обладнання USB, такого як кабелі живлення та адаптери змінного струму і суміжні до них категорії споживчої електроніки, як-от портативні зарядні станції.